# Pandanus amicalis
Pandanus amicalis är en enhjärtbladig växtart som beskrevs av Harold St.John. Pandanus amicalis ingår i släktet Pandanus och familjen Pandanaceae.
Artens utbredningsområde är Tonga. Inga underarter finns listade.